# Günther Chrzanowski
Günther Chrzanowski (* 23. März 1950) ist ein ehemaliger deutscher Automobilrennfahrer und Eigentümer des Chrzanowski Racing Teams.

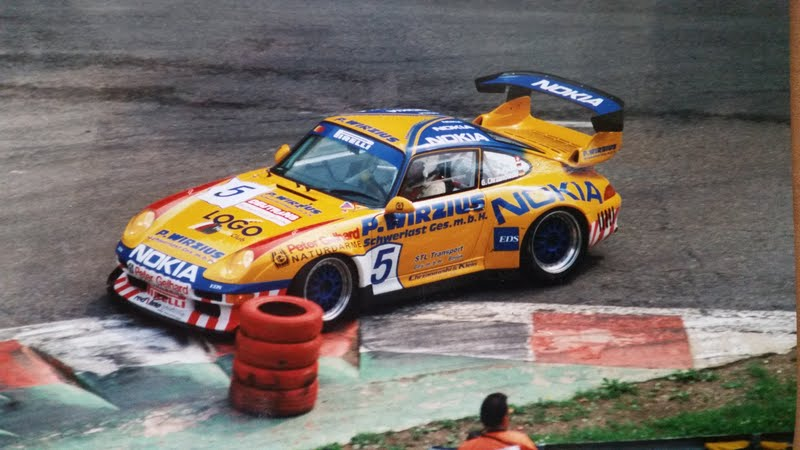
Chrzanowski-Porsche 993 GT2 GTP 1998

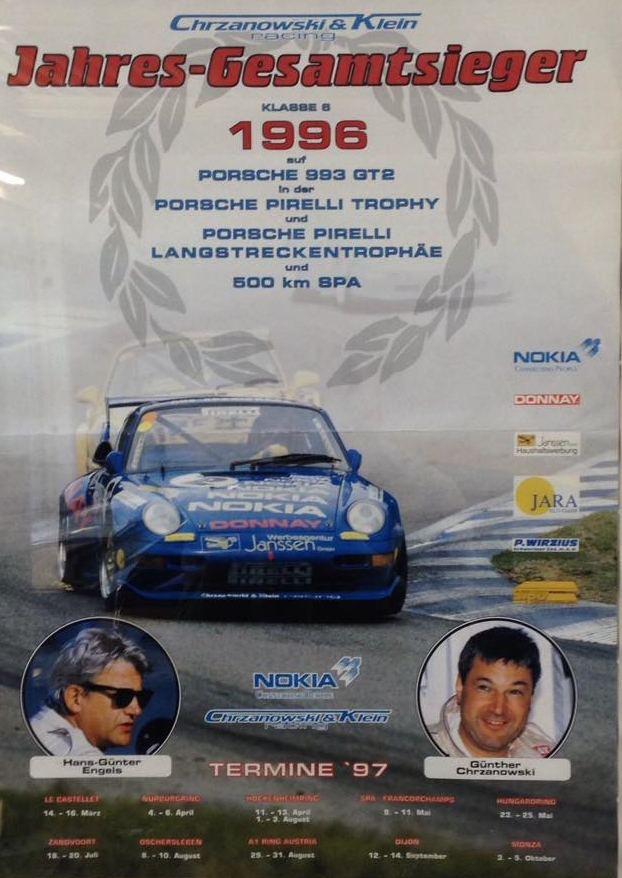
Chrzanowski Langstrecken Meister 1996

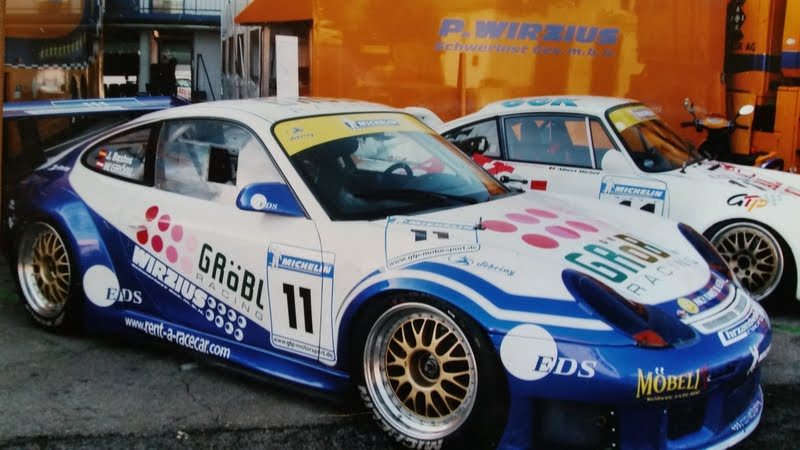
Chrzanowski Racing Porsche 996 GT3 RS 2001

## Karriere

### Rennfahrer
Günther Chrzanowski startete 1974 seine Rennfahrerkarriere in der Deutschen Automobil-Rundstrecken-Pokal (DARM).
Mit seinem 911 ST konnte er sich im vorderen Mittelfeld platzieren weitere Einsätze erfolgten in der Euro GT, hier konnte er mit dem zweiten Platz in Zolder sein bestes Ergebnis erzielen.
1975 wechselte er mit seinem neuen Rennfahrzeug, einem Tebernum Porsche 911 Carrera RSR, in die erste Division der Deutschen Rennsport-Meisterschaft (DRM) Im ersten Teil der Saison fuhr er noch im Tebernum Design, später dann in Carrera-Weiß. Mit dem sechsten Platz konnte er sich hinter Harald Grohs in Mainz-Finthen behaupten.
In Zolder gewann er 1975 mit seinem RSR vor Franz Konrad  und Eberhard Sindel.
Bei der Junioren Trophy 1975 in Zandvoort konnte er Hans Halfmann (auf RSR) hinter sich lassen und den Gesamtsieg einfahren.
Ab 1980 bis 2006 wurden mit ihm über 111 Gesamtsiege in diversen Porsche-Serien wie Porsche Club, GTP, BPR und anderen gewonnen. Des Weiteren ist Günther Chrzanowski mehrmaliger Deutscher Porsche-Langstrecken-Meister in verschiedenen Klassen.

### Teamchef
Auch im Team konnte sich Chrzanowski in der Motorsportwelt behaupten. Hierzu zählt der sechste Platz beim 24-Stunden-Rennen auf dem Nürburgring 1991. Als Fahrer wurde Bernd Mayländer eingesetzt. Das Chrzanowski-Fahrzeug war der grüne Derkum Kümmerling Porsche 964 CUP mit dem Olaf Manthey 1990 der erste Meister im Porsche Carrera Cup Deutschland wurde.
Bei den 24H von Daytona 1991 konnte er als Team mit einem Porsche 964 RSR den Gesamtsieg der Klasse GTU gewinnen. Fahrer waren Lilian Bryner und Enzo Calderari. Zu seinen engen Freunden zählen beispielsweise Jürgen Kannacher und der 2004 verstorbene Edgar Dören.
Seit 2006 ist er in seinem Porsche-Betrieb, den er 1973 gründete, tätig. Seit dem Jahr 2015 betreut Chrzanowski-Racing den Clickvers-Porsche erfolgreich in der VLN Serie und in der 24H Series. Stammfahrer sind Kersten Jodexnis, Robin Chrzanowski und 2019 Christopher Brück.